# Cut-through switching
Cut-through switching je v informatice metoda přeposílání datových rámců v počítačových sítích, pomocí které je dosahováno nejmenší latence (zpoždění). Switch začne s odesíláním přijímaného ethernetového rámce ještě před tím, než ho přijme celý. Dochází tak k výraznému snížení latence způsobené průchodem rámce switchem.

## Popis činnosti
Metoda cut-through začne s odesíláním ve chvíli, kdy je známa MAC adresa příjemce. Vzhledem k tomu, že adresa příjemce je v ethernetovém rámci hned na začátku, je zpoždění způsobené průchodem rámce skrze switch pouze 7+1+6 oktetů (preambule, SFD, MAC adresa příjemce). Cut-through znatelně snižuje latenci síťového provozu mezi odesílatelem a příjemcem, avšak doručeny jsou i poškozené rámce. Data jsou switchem při metodě cut-through přijímána a odesílána jako kontinuální proud dat. Proto může být tato metoda použita jen tam, kde je rychlost výstupního rozhraní menší nebo rovna rychlosti vstupního rozhraní, protože by po chvíli nebyla k dispozici data pro odeslání. Problém latence se snižuje se zvyšující se velikostí přenosových rychlostí.

## Historie
Metoda cut-through byla jednou z důležitých vlastností IP sítí, které využívaly ATM a je také velmi populární v sítích InfiniBand díky tomu, že jsou tyto sítě často používány tam, kde hraje hlavní roli malé zpoždění (clustery superpočítačů).
Tato technologie byla vyvinuta v Silicon Valley firmou Kalpana (později převzatá společností Cisco), která jako první představila roku 1990 první ethernetový switch.